# Paul Ruben
Paul Ruben (* 15. März 1866 in Hamburg; † 9. Mai 1943 ebenda) war ein deutscher Klassischer Philologe und Bibelwissenschaftler.

## Leben und Wirken
Paul Ruben kam als ältester Sohn des Wechselmaklers David Ruben (1830–1904) und dessen Gattin Mathilde, geborene Bromberg (1832–1892), in Hamburg zur Welt. Angehörige seiner wohlhabenden Familie lebten seit dem 17. Jahrhundert in Hamburg und Wandsbek. Sie arbeiteten als Kaufleute, handelten mit Geld oder waren als Mediziner tätig. Auch durch ihre ehrenamtlichen und gemeinnützigen Tätigkeiten galten sie als über die jüdische Gemeinde hinaus hochangesehen.
Paul Ruben ging ab 1872 an die Talmud Tora Schule, die seine Familie seit deren Gründung förderte. Ab 1880 besuchte er die Gelehrtenschule des Johanneums, die er 1885 mit dem Abitur abschloss. Ab dem Sommersemester desselben Jahres studierte er Klassische Philologie an der Universität Freiburg im Breisgau. Zum folgenden Wintersemester wechselte er an die Universität Bonn, wo Franz Bücheler und Hermann Usener zu seinen bedeutendsten Lehrern gehörten. Letzterer betreute auch Rubens Dissertation über Clemens von Alexandrien. Ruben leistete danach 1892/93 seinen Militärdienst in Karlsruhe ab. Danach ging er zurück in seine Geburtsstadt, wo er als finanziell unabhängiger Privatgelehrter arbeitete.
Die Jahre von 1894 bis 1907 verbrachte Ruben zumeist in London und Oxford. Während dieser Zeit erarbeitete er mit Usener eine Edition einer Clemens-Schrift, die unvollendet blieb. Ruben, der seit den Jahren des Studiums gesundheitliche Probleme hatte, schrieb vor der Jahrtausendwende mehrere textkritische Abhandlungen zur Bibel. Dabei untersuchte er insbesondere die Bücher der Propheten.
Als Rubens wichtigstes wissenschaftliches Werk gilt Recensio und Restitutio. Eine Vermuthung über die früheste Geschichte der alttestamentlichen Texte., das 1937 in London erschien.
Paul Ruben war seit den Jugendjahren eng mit Aby Warburg befreundet. Er beriet ihn in Fragen des jüdischen Glaubens, so vor dessen Heirat mit Mary Hertz. Nachdem er einen Großteil seines Vermögens aufgrund der Inflation verloren hatte, arbeitete Ruben ab 1931 in Warburgs Bibliothek. In Warburgs erstem Band der Kulturwissenschaftlichen Biographie zum Nachleben der Antike von 1934 sind daher zwei Beiträge Rubens zu finden. Nach Warburgs Tod zog die Bibliothek Ende 1933 nach London um. Ruben repräsentierte die Einrichtung weiterhin in Hamburg. Als Mitglied des Ehrenpräsidums der Franz-Rosenzweig-Gedächtnisstiftung war er bei deren Schließung 1938 letzter Vorsitzender. Außerdem gehörte er der Steinthal-Loge und dem Orden B’nai B’rith an.
Während der Zeit des Nationalsozialismus lebte Ruben ab 1933 zurückgezogen in seiner Geburtsstadt. Während dieser Zeit tauschte er Briefe mit den in London lebenden Gertrud Bing und Fritz Saxl aus. Rubens plante 1938/39, aus dem Deutschen Reich nach Dänemark auszuwandern, was ihm jedoch aufgrund des Ausbruchs des Zweiten Weltkriegs nicht gelang. Im Dezember 1939 sah sich Ruben gezwungen, seine Wohnung zu verlassen. Er lebte zunächst in einem Hotel und einer Pension und wurde in einem Judenhaus für alte und kranke Personen untergebracht. Da er die Hamburger Staats- und Universitätsbibliothek nicht mehr besuchen durfte, versorgte ihn sein Freund Carl August Rathjens mit dort aufbewahrten Büchern. Die Nationalsozialisten drohten ihm 1942 mit der Deportation in das KZ Theresienstadt, sahen davon jedoch aufgrund seines schlechten Gesundheitszustands ab.
Das Grab von Paul Ruben, der im Mai 1943 starb, befindet sich auf dem Jüdischen Friedhof Ilandkoppel.

## Schriften (Auswahl)
- Clementis Alexandrini Excerpta ex Theodoto. Teubner, Leipzig 1892 (Dissertation).
- (Hrsg.): Die Reklame. Ihre Kunst und Wissenschaft, mit zahlreichen Illustrationen und  Kunstblättern, hrsg. von Paul Ruben unter Mitarbeit bekannter Fachleute, Juristen und Künstler, Berlin: H. Paetel[1]
  - Bd. 1, mit einem Geleitwort von Victor Mataja, 4. Auflag, 1914; Inhaltsverzeichnis
  - Bd. 2, mit einem Geleitwort von Josef Kohler, 2. Auflage, 1915; Inhaltsverzeichnis
- Die geschichtlichen Urkunden aus Deutschlands Eisernem Jahr 1914/1915 in naturgetreuer Nachbildung der Originale sollen uns Zeitgenossen und Kindeskindern ein Merkstein sein für alle Zeiten!, herausgegeben im Auftrag des Wohlfahrtsausschußes für das Deutsche Heer, [Berlin]: Wohlfahrtsausschuß für das Deutsche Heer, 1915 ff.
  - Folge 1: Einfall der Russen in Ostpreußen
  - Folge 2: Französische Proklamationen im Elsaß
  - Folge 3: Englische Werbeplakate
  - Folge 4: Aufrufe der belgischen Regierung vor und während des Kriegs
  - Folge 5: Französische Aufrufe
  - Folge 6: Russische Aufrufe
- Recensio und Restitutio. Eine Vermuthung über die früheste Geschichte der alttestamentlichen Texte, 629 maschinenschriftlich autographische Seiten, London: A. Probsthain, 1936